# Layer by Layer
Layer By Layer – metoda układania kostki Rubika, najdłuższa, ale najłatwiejsza metoda, szczególnie polecana dla początkujących.
Układanie składa się z siedmiu etapów:
- Cross – ułożenie krzyża na jednej ze ścianek (podobnie jak w metodzie Fridrich)
- FLC – First Layer Corners, orientacja i permutacja rogów pierwszej warstwy
- MLE – Middle Layer Edges, orientacja i permutacja krawędzi środkowej warstwy
- ULC – Up Layer Cross, ułożenie krzyża na górnej ściance
- PELL – Permutation of the Edges Last Layer, permutowanie krawędzi krzyża na górnej warstwie
- PCLL – Permutation of the Corners Last Layer, permutowanie rogów ostatniej warstwy
- OCLL – Orientation of the Corners Last Layer, orientowanie rogów ostatniej warstwy

|                                                      |                                                                    |                                                 |                                      |
| 1. Ułożenie krzyża na jednej ze ścianek              | 2. Ułożenie pierwszej warstwy                                      | 3. Ułożenie krawędzi warstwy środkowej          | 4. Ułożenie krzyża na dolnej ściance |
|                                                      |                                                                    |                                                 |                                      |
| 5. Ułożenie środkowych klocków na ostatniej warstwie | 6. Ułożenie rogów na ostatniej warstwie w odpowiednich narożnikach | 7. Obrócenie narożników – ułożenie całej kostki |                                      |

Mimo występowania tutaj aż siedmiu etapów, przedstawiony sposób nie wymaga nauki aż tylu algorytmów co w metodzie Fridrich: Cross – 1 algorytm, FLC – 1 algorytm, MLE – 3 algorytmy, ULC – 3 algorytmy, PELL – 1 algorytm, PCLL – 1 algorytm i OELL – 1, czyli łącznie około 10 algorytmów. Po uprzednim treningu pozwala to osiągać czasy w granicach 40 sekund. Szybko można się nauczyć rozpoznawania sytuacji, ponieważ nie jest ich tu zbyt wiele. W celu uzyskania lepszych czasów metodę tę można mieszać z innymi metodami układania kostki.